# Avtsajder
Avtsajder é um filme de drama esloveno de 1997 dirigido e escrito por Andrej Košak. Foi selecionado como representante da Eslovênia à edição do Oscar 1998, organizada pela Academia de Artes e Ciências Cinematográficas.

## Elenco
- Davor Janjić - Sead Mulahasanović 'Sid'
- Nina Ivanič - Metka Hafner
- Uros Potočnik - Borut Kadunc 'Bomba'
- Jure Ivanušič - 'Podgana'
- Zijah Sokolović - Haris Mulahasanović
- Miranda Caharija - Marija Mulahasanović
- Demeter Bitenc - Principal